# Кузнецова Раїса Іванівна
Раї́са Іва́нівна Кузнецо́ва (2 лютого 1957, с. Антоновка Єршовського району Саратовської області Росії) — співачка (сопрано). Народна артистка України (1993).

## Загальні відомості
1979 — закінчила Київську консерваторію (клас Є. І. Чавдар).
З 1979 — солістка Донецької філармонії.
«Володіє сильним голосом яскравого тембру, музичністю, сценічною привабливістю, емоційністю».
Гастролювала у країнах СНД, Європи й Азії.
Має записи на Українському радіо і телебаченні.

## Репертуар
- Арії з опер
- Старовинні російські та циганські романси
- Народні і сучасні пісні
- Програми: «Палай, палай, моя зірко…», «Хризантеми», «Очі чорні»

## Визнання
- 1985 — Лауреатка Республіканського конкурсу
- 1993 — Народна артистка України
- 2004 — Орден княгині Ольги III ступеня (2004)